# Петровская волость (Переславский уезд)
Петровская волость — административно-территориальная единица Переславского уезда Владимирской губернии. Волостной центр — село Петровское, к 1922 году — посёлок
и станция Северной железной дороги Берендеево. Ныне территория Переславского района Ярославской области России.

## География
Волость находилась на южной границе с Александровским уездом от Берендеева болота по течению р. Трубежа, между Глебовской и Смоленской волостями. Площадь — 180 кв. вёрст [205 кв. км]. Почвы — лесные и частью переходные суглинки, чернорамени и влажно-луговые:42

## История
Старинные финские с. Биберево, с XVI в. вотчина Данилова монастыря, д. Бакшево, — славянские д. Милославка (Милославль), д. Вечеслово (Вечесловль), тюркское — с. Половецкое. Из запустевших местностей обращает на себя внимание Берендеев городок (Григорова
или Гридина городица), близ которого в старину стояла «каменная баба», идол искусной работы, не разысканный до настоящего времени:42.
Упразднена Постановлением Переславского уездного исполнительного комитета от 11 апреля 1924 года путём слиянии волостей, Петровской и Смоленской, в одну волость — Берендеевскую, с центром в посёлке Берендеево.

## Состав волости
На 1922 год 27 селений, из них 9 сёл: Багримово, Биберево, Давидово, в 1586—1764 г. вотчина Троице-Сергиева монастыря; Добрилово — вотчина Борисоглебского Надозёрного монастыря; Ефимьево, принадлежавшее боярину Шеину, но с 1564 г. отданное им Ростовскому Богоявленскому монастырю; Иванисово; Петровское; Самарово — дворцовое село, с 1558 г. вотчина Данилова монастыря; Скоблево на речке Соболке:42.
По состоянию на 1905 год входили 27 населённых пунктов
- Архангельское
- Багримово
- Бакшеево
- Бибирево
- Большово (ныне Болшево)
- Василисино
- Вёска или Вёска — проверить
- Вечеслово — проверить
- Громоздово — проверить
- Давыдово
- Добрилово
- Ефимьево
- Загорье — проверить
- Иванисово
- Икрино
- Каблуково
- Кичибухино
- Корсаково
- Милославка
- Никитская
- Петровское — волостной центр
- Половецкая (ныне Половецкое)
- Ростиново
- Самарово
- Семёновское
- Скоблево

## Население
К 1920 году населения 5 823 человека (мужчин 2 571, женщин 3 252), плотность на 1 кв. версту 32 человека [28 на кв. км]:42.

## Инфраструктура
Кроме земледелия существовали промыслы по дереву, ткачество, сапожное, портновское производство и другие. К 1922 году началось разработка торфа в Берендеевом болоте в широком масштабе и включению этого
пункта в электрификационную сеть для устройства здесь крупной станции.

## Транспорт
Чрез волость проходила Северная железная дорога, шоссейный путь от станции Берендеево до г. Переславля и грунтовой тракт от г. Александрова на Переславль:42.